# Giappone ai Giochi della XI Olimpiade
Il Giappone partecipò ai Giochi della XI Olimpiade, svoltisi a Berlino, Germania, dal 1° al 16 agosto 1936, con una delegazione di 220 atleti impegnati in quattordici discipline.

## Medagliere

### Per discipline
| Sport            | Oro | Argento | Bronzo | Totale |
| ---------------- | --- | ------- | ------ | ------ |
| Nuoto            | 4   | 2       | 5      | 11     |
| Atletica leggera | 2   | 2       | 3      | 7      |
| Totale           | 6   | 4       | 8      | 18     |

### Medaglie
| Medaglia | Atleta                                                    | Sport            | Evento                                      |
| -------- | --------------------------------------------------------- | ---------------- | ------------------------------------------- |
| Oro      | Son Kitei                                                 | Atletica leggera | Maratona                                    |
| Oro      | Naoto Tajima                                              | Atletica leggera | Salto triplo                                |
| Oro      | Noboru Terada                                             | Nuoto            | 1500 metri stile libero maschili            |
| Oro      | Tetsuo Hamuro                                             | Nuoto            | 200 metri rana maschili                     |
| Oro      | Masanori Yusa Shigeo Sugiura Masaharu Taguchi Shigeo Arai | Nuoto            | Staffetta 4x200 metri stile libero maschile |
| Oro      | Hideko Maehata                                            | Nuoto            | 200 metri rana femminili                    |
| Argento  | Shūhei Nishida                                            | Atletica leggera | Salto con l'asta                            |
| Argento  | Masao Harada                                              | Atletica leggera | Salto triplo                                |
| Argento  | Masanori Yusa                                             | Nuoto            | 100 metri stile libero maschili             |
| Argento  | Shunpei Uto                                               | Nuoto            | 400 metri stile libero maschili             |
| Bronzo   | Shoryu Nan                                                | Atletica leggera | Maratona                                    |
| Bronzo   | Sueo Ōe                                                   | Atletica leggera | Salto con l'asta                            |
| Bronzo   | Naoto Tajima                                              | Atletica leggera | Salto in lungo                              |
| Bronzo   | Shigeo Arai                                               | Nuoto            | 100 metri stile libero maschili             |
| Bronzo   | Shōzō Makino                                              | Nuoto            | 400 metri stile libero maschili             |
| Bronzo   | Shunpei Uto                                               | Nuoto            | 1500 metri stile libero maschili            |
| Bronzo   | Masaji Kiyokawa                                           | Nuoto            | 100 metri dorso maschili                    |
| Bronzo   | Reizō Koike                                               | Nuoto            | 200 metri rana maschili                     |

## Risultati

### Calcio
| Atleta | Classifica |                     |
| --- | --- | ------------------- |
| V · D · M Nazionale giapponese · Calcio ai Giochi Olimpici Estivi 1936 P Fuwa · P Sano · D Horie · D Suzuki · D Takeuchi · C Kin · C Oita · C Sasano · C Tatsuhara · A S. Kamo · A T. Kamo · A Kawamoto · A Matsunaga · A Nishimura · A Takahashi · A Takenokoshi · A Ukon · CT : Suzuki | 5° |                     |
| Nazionale giapponese · Calcio ai Giochi Olimpici Estivi 1936 | |                     |
| P Fuwa · P Sano · D Horie · D Suzuki · D Takeuchi · C Kin · C Oita · C Sasano · C Tatsuhara · A S. Kamo · A T. Kamo · A Kawamoto · A Matsunaga · A Nishimura · A Takahashi · A Takenokoshi · A Ukon · CT: Suzuki                                                                         | P Fuwa · P Sano · D Horie · D Suzuki · D Takeuchi · C Kin · C Oita · C Sasano · C Tatsuhara · A S. Kamo · A T. Kamo · A Kawamoto · A Matsunaga · A Nishimura · A Takahashi · A Takenokoshi · A Ukon · CT: Suzuki | Giappone (bandiera) |

### Pallacanestro
| Atleta | Classifica |
| --- | ---------- |
| V · D · M Nazionale giapponese - Pallacanestro ai Giochi della XI Olimpiade 4 Tanaka · 5 Yokoyama · 6 Nakae · 7 Maeda · 8 Kanagoki · 9 Ingen · 10 Matsui · 11 Chō · 12 Ri · 13 Munakata · 14 Yoshii · All. Nobuaki Asano | 9°         |
| Nazionale giapponese - Pallacanestro ai Giochi della XI Olimpiade |            |
| 4 Tanaka · 5 Yokoyama · 6 Nakae · 7 Maeda · 8 Kanagoki · 9 Ingen · 10 Matsui · 11 Chō · 12 Ri · 13 Munakata · 14 Yoshii · All. Nobuaki Asano                                                                             |            |

### Pallanuoto
| Atleta | Classifica |                     |
| --- | --- | ------------------- |
| V · D · M Nazionale maschile giapponese di pallanuoto · Giochi olimpici - Berlino 1936 Furusho · Kataoka · Katsuhisa · Sakagami · Takahashi · Tano · Wada · Wakayama · Maeda · Takagi · Takahashi · CT : - | 9° |                     |
| Nazionale maschile giapponese di pallanuoto · Giochi olimpici - Berlino 1936 | |                     |
| Furusho · Kataoka · Katsuhisa · Sakagami · Takahashi · Tano · Wada · Wakayama · Maeda · Takagi · Takahashi · CT: -                                                                                         | Furusho · Kataoka · Katsuhisa · Sakagami · Takahashi · Tano · Wada · Wakayama · Maeda · Takagi · Takahashi · CT: - | Giappone (bandiera) |